# Mara Gae
Mara Gae (* 14. September 2005 in Bukarest) ist eine rumänische Tennisspielerin.

## Karriere
Gae begann mit sieben Jahren das Tennisspielen und bevorzugt Sandplätze. Sie gewann bisher einen Einzel- und fünf Doppeltitel auf der ITF Women’s World Tennis Tour.
2023 trat Mara Gae bei den Australian Open im Juniorinnendoppel mit Lily Taylor an. Die beiden verloren aber bereits ihr Auftaktmatch gegen Nikola Daubnerová und Ranah Akua Stoiber mit 6:4, 1:6 und [10:12]. Bei den French Open verlor Gae im Juniorinneneinzel bereits in der ersten Runde gegen Charo Esquiva Bañuls mit 6:4, 4:6 und 3:6. Im Juniorinnendoppel erreichte sie mit Partnerin Ella McDonald das Achtelfinale. In Wimbledon schied Mara Gae sowohl im Juniorinneneinzel als auch mit Partnerin Ariana Anazagasty-Pursoo im Juniorinnendoppel bereits in der ersten Runde aus. Bei den US Open war im Juniorinneneinzel ebenfalls bereits in der ersten Runde Schluss, dagegen gewann Gae zusammen mit ihrer Partnerin Anastassija Gurjewa den Titel im Juniorinnendoppel. Im Oktober erhielt Gae eine Wildcard für die Qualifikation zum Hauptfeld im Dameneinzel der Transylvania Open, ihrem ersten Turnier der WTA Tour, wo sie aber in der ersten Runde gegen Martha Matoula in drei Sätzen verlor. 

## Turniersiege

### Einzel
| Nr. | Datum        | Turnier  | Kategorie | Belag | Finalgegnerin     | Ergebnis |
| --- | ------------ | -------- | --------- | ----- | ----------------- | -------- |
| 1.  | 11. Mai 2025 | Bukarest | ITF W15   | Sand  | Eva Maria Ionescu | 6:4, 7:5 |

### Doppel
| Nr. | Datum             | Turnier  | Kategorie | Belag     | Partnerin          | Finalgegnerinnen                 | Ergebnis          |
| --- | ----------------- | -------- | --------- | --------- | ------------------ | -------------------------------- | ----------------- |
| 1.  | 24. Juni 2023     | Bukarest | ITF W15   | Sand      | Stefania Bojica    | Ilinca Amariei Linda Ševčíková   | 6:3, 6:4          |
| 2.  | 26. November 2023 | Monastir | ITF W15   | Hartplatz | Rose Marie Nijkamp | Yang Yidi Yuan Chengyiyi         | 3:6, 6:3, [11:9]  |
| 3.  | 6. Juli 2024      | Galați   | ITF W15   | Sand      | Lavinia Tănăsie    | Olivia Bergler Marija Podurajewa | 6:2, 6:1          |
| 4.  | 3. August 2024    | Brașov   | ITF W15   | Sand      | Stefania Bojica    | Ilinca Amariei Linda Ševčíková   | 6:4, 6:0          |
| 5.  | 10. August 2024   | Bukarest | ITF W15   | Sand      | Stefania Bojica    | Ilinca Amariei Linda Ševčíková   | 65:7, 6:3, [10:0] |